# Rochefortia cuneata
Rochefortia cuneata là một loài thực vật thuộc họ Dót (Ehretiaceae) hoặc phân họ Ehretioideae của họ Boraginaceae nghĩa rộng. Đây là loài đặc hữu của Jamaica.